# USS Mapiro (SS-376)
Za druga plovila z istim imenom glejte USS Mapiro.
USS Mapiro (SS-376) je bila jurišna podmornica razreda balao v sestavi Vojne mornarice Združenih držav Amerike.
18. marca 1960 so podmornico predali Turčiji, ki jo je odkupila 1. avgusta 1973; preimenovali so jo v TCG Piri Reis (S 343).